# Mikael Agricola
  Mikael Agricola    (Pernå, c. 1510 - Polyany, 9 d'abril de 1557 (Gregorià)) fou un clergue que va esdevenir el fundador de l'escriptura en finlandès i un prominent membre de la reforma protestant a Suècia, que incloïa Finlàndia. Sovint és anomenat pare de la llengua finesa. Agrícola fou consagrat com a bisbe de Turku (Åbo) el 1554, amb l'aprovació papal. A continuació va començar a fomentar el luteranisme en l'església suecofinesa. Va traduir el Nou Testament al finès i també va compondre un llibre de pregàries per a la nova església luterana de Finlàndia. Aquest treball ha servit per tal de construir l'ortografia i la llengua estàndard del finès actual. Aquesta tasca la va dur a terme en poc temps, només tres anys. Va morir de manera ràpida i estranya mentre tornava de negociar un tractat amb els russos.

## Biografia

### Joventut
Michael Olaui o Mikkel Olofsson (en finès, Mikael Olavinpoika) va néixer a Uusimaa (Nyland) en el poble de Torsby a Pernå, l'actual Finlàndia als volts de 1510. Va rebre el nom del patró de l'església de Pernå. La data exacta de naixement, així com molts detalls de la seva vida primerenca són desconeguts. La família era acomodada i va tenir tres germanes, que no sabem com es deien. Els mestres que va tenir van veure les aptituds en les llengües i el rector Batholomeus el va enviar a Viborg (Viipuri) a l'Escola Llatina per a clergues, on va rebre els ensenyaments d'Erasme. La condició de poble de parla sueca de Pernå fa pensar que aquesta va ser la llengua materna d'Agrícola, però potser també ho va ser el finès, així doncs pot ser que fos bilingüe.

### Estudis

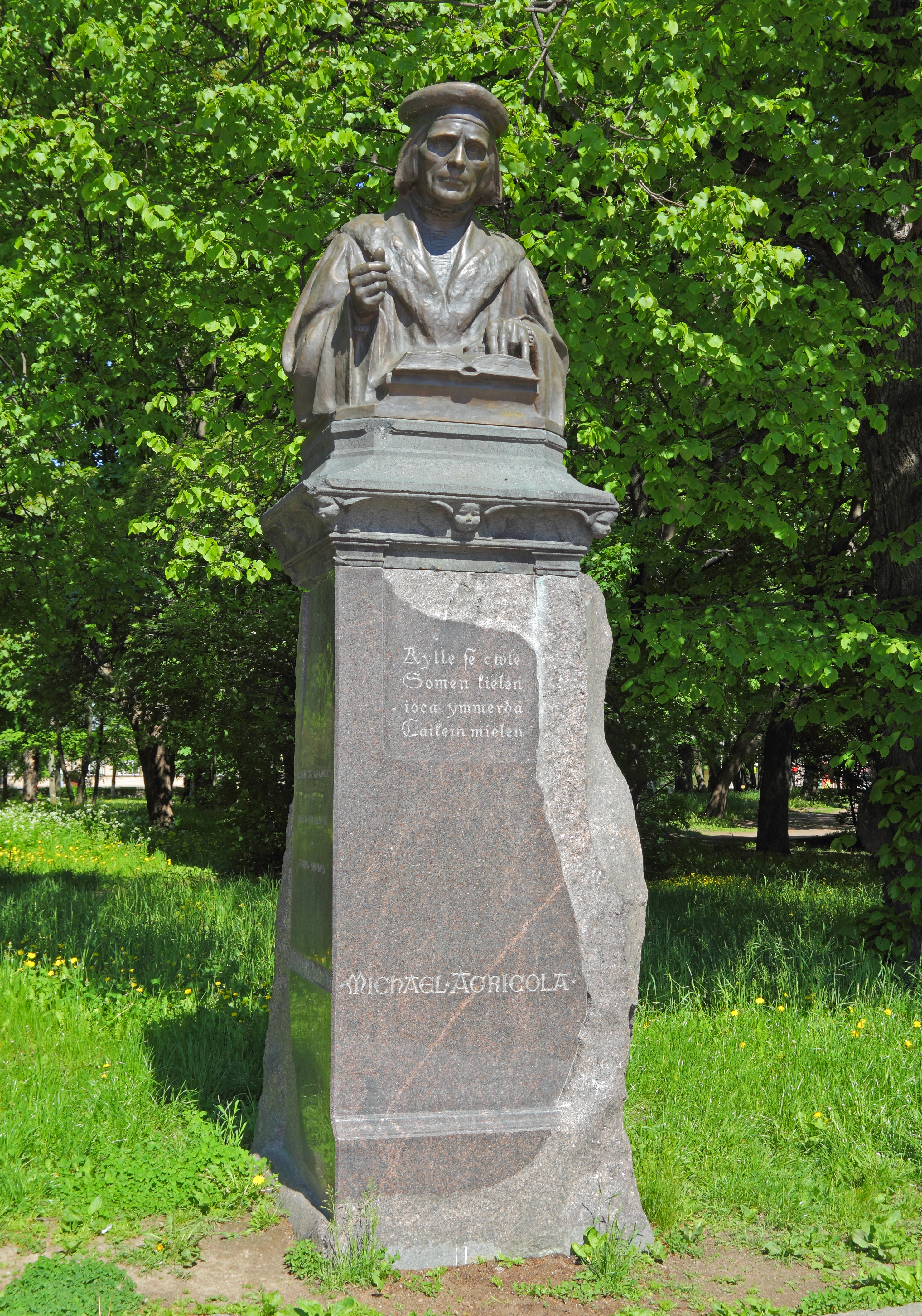
Monument a Agrícola a Vyborg

Mentre va estudiar a Viborg (Viipuri) va adoptar el sobrenom d'Agrícola (del llatí agricola), basat en l'ocupació i estatus del pare, cosa que era molt comuna en els estudiants de l'època. Fou probablement també aquí on va conèixer i entrar en contacte amb la Reforma. El castell de Viborg estava comandat per un comte alemany, Joahann, que servia al rei suec Gustau Vasa. El comte va donar suport a la Reforma i va ajudar els luterans.
El 1528 va seguir el seu mestre fins a Turku (Åbo), el centre del poder suec a Finlàndia i seu del bisbat. Aquí fou escrivà del bisbe Martinus Skytte. Aquí va conèixer l'alumne finès de Martí Luter, Petrus Särkilahti, que li va aportar noves idees sobre la Reforma. Särkilahti va morir el 1529, i Agrícola va decidir continuar la seva feina. El 1531 fou ordenat sacerdot.
El 1536 el bisbe de Turku el va enviar a estudiar a la Universitat de Wittenberg. Es va concentrar en la lectura de Philipp Melanchthon, un expert en grec, llengua original del Nou Testament. A Alemanya, el contacte amb el luteranisme fou més gran i va rebre el suport del rei Gustau Vasa, que li va donar uns diners que va fer servir per comprar llibres, per exemple, es va fer amb unes obres completes d'Aristòtil. El 1537 va començar la traducció del Nou Testament al finès.

### Agrícola com a rector i ordinari

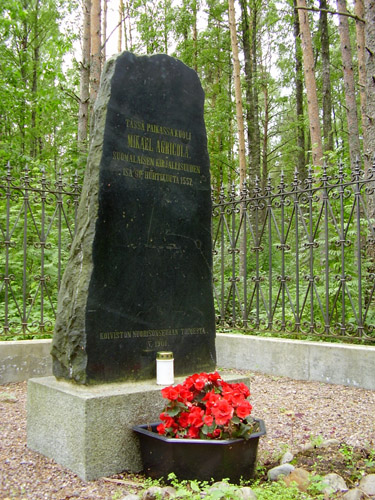
Monòlit que recorda el lloc de la mort d'Agrícola.

El 1539 Agrícola va tornar a Turku i es va convertir en rector de l'escola catedralícia d'aquesta ciutat. però no li agradava aquesta activitat i anomenava els seus alumnes com a "animals salvatges". En aquesta època el rei Gustau Vasa havia confiscat les propietats de l'Església quan va consolidar el seu poder i va guiar la Reforma. El 1544 Agrícola va rebre l'ordre de la corona per enviar joves amb talent per tal que s'ocupessin de les oficines d'impostos d'Estocolm. Agrícola, però no va respondre fins un any més tard, quan se li va tornar a enviar l'ordre de manera més taxativa. Potser en aquest moment les relacions amb el rei no eren bones.
El 1546 Agrícola va perdre l'ofici i l'habitatge en l'incendi de Turku i dos anys més tard, el rei va ordenar que es retirés com a rector. En aquesta època ja estava casat amb una dona de la qual només sabem el nom Pirjo Olavintytär (Bridget, "filla d'Olavi"; Birgitta Olafsdotter, Brigida Olaui). L'únic fill de la parella, Christian Agrícola (Christianus Michaelis Agricola), que va néixer l'11 de desembre de 1550, va esdevenir bisbe de Tallin el 1584.
Quan el vell bisbe de Turku va morir el 1554, el rei va decidir consagrar Agrícola com ordinari de la parròquia de Turku, a la pràctica era el bisbe de la ciutat i per extensió el primer bisbe luterà de tot Finlàndia. No va ser un reformador radical i violent, només va canviar el ritual de la missa.

### Mort
El 1557 es va unir a una delegació que anava a Rússia i va estar a Moscou del 21 de febrer al 24 de març, mentre negociava un tractat de pau conegut com a Tractat de Novgorod. El 9 d'abril es va trobar malament i va morir a Uusikirkko, avui dia Polyany, a l'Istme de Carèlia. Aquest mateix dia és l'aniversari de l'escriptor Elias Lönnrot i a Finlàndia se celebra el dia de la llengua. Va ser enterrat a la catedral de Viipuri, però es desconeix el lloc exacte de la sepultura. El 10 d'abril és el dia que es consagra a ell per part de l'Església Evangèlica Luterana d'Amèrica.

## Obres

### Abckiria
Agrícola havia pensat traduir el Nou Testament en els primers anys d'estudi, però no hi havia cap forma estàndard per escriure el finès. D'aquesta manera va escriure el seu primer llibre, Abckiria, conegut avui dia com a ABC-kirja (llibre de l'ABC), que servia per llegir i incloïa un catecisme. Va ser imprès per primer cop el 1543. El catecisme estava inclòs perquè no tothom podia fer l'esforç amb una bíblia sencera. La primera impressió tenia 16 pàgines, la segona de 1551, en tenia 24.
El 1966 el bibliotecari Åke Åbergin, mentre reparava enquadernacions de llibres, va descobrir peces d'una edició encara desconeguda (probablement la tercera) de l'"ABC-kirja" que incloïa el nom de l'impressor, Amund Lauritsanpoika, i fortuïtament la data de publicació de 1559 (dos anys després de la mort de l'autor) de les 8 pàgines finals encara no descobertes. Les pàgines probablement van ser el resultat d'un error imponent i relegades al paper de farciment.

### Rukouskirja
Rukouskirja és un llibre de pregàries imprès el març de 1544. Al principi de l'obra, Agrícola escriu sobre diversos temes que tenen a veure amb l'educació i la Reforma, així com els efectes d'aquesta a Finlàndia. El llibre inclou quatre pròlegs i al voltant de 700 pregàries de diversos temes en 900 pàgines. És l'obra més independent de totes les d'Agrícola i inclou influències de Martí Luther, Philipp Melanchthon i Erasme de Rotterdam.

### Se Wsi Testamenti (El Nou Testament,Uusi testamenttien finès actual)

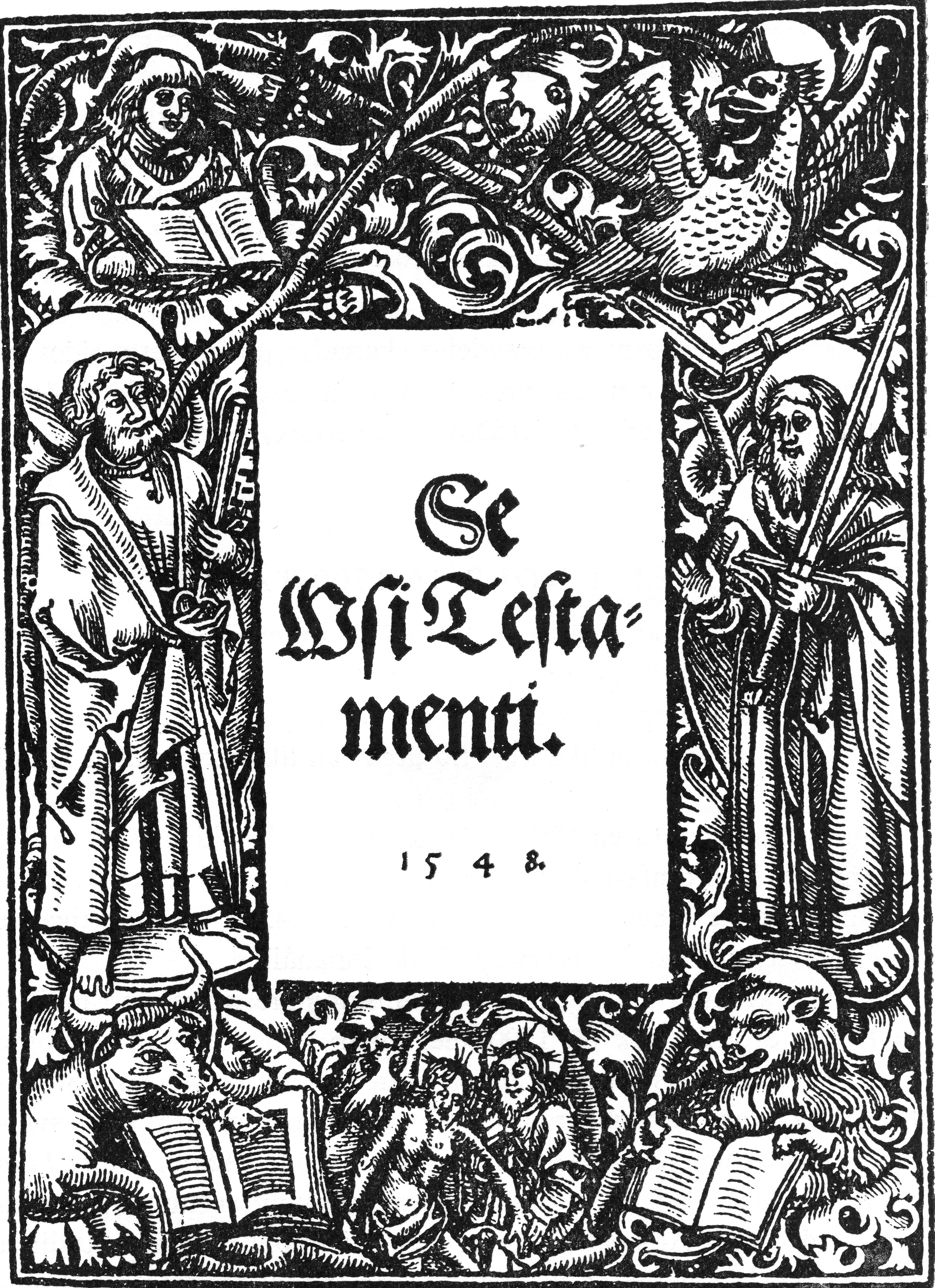
Portada de la primera edició de la traducció del Nou Testament al finès

L'obra més important de Mikael Agricola fou la traducció del Nou Testament en finès, la primera traducció a aquesta llengua. Va completar la tasca el 1543, però no va ser impresa fins al 1548 a Estocolm. Conté un total de 718 pàgines amb il·lustracions. Agrícola va fer servir el dialecte de Turku per traduir aquest text, que serà la base pel finès estàndard i a més de la traducció en si, també fa unes reflexions lingüístiques del que suposa traduir una obra com el Nou Testament a una llengua que fins llavors no tenia massa tradició escrita.

### Els tres llibres litúrgics
Mentre Agrícola va ser a Wittenberg va traduir tres petits llibres litúrgics al finès i van ser impresos el 1549:
- Käsikirja Castesta ia muista Christikunnan Menoista inclou formes per a un bon casament i enterrament cristià, també parla de les malalties i la mort. És una traducció d'una obra d'Olaus Petri, a partir de les indicacions de Luther. També inclou elements de les obres de Caspar Huberinus.

- Messu eli Herran echtolinen inclou la forma de la missa, basat també en les obres d'Olau Petri. En aquesta obra Agrícola anuncia la intenció de traduir el Vell Testament.[9]

- Se meiden Herran Jesusen Christusen Pina, ylesnousemus ia tauiaisen Astumus, niste Neliest Euangelisterist coghottuon explica el sofriment de Jesucrist. És un recull dels quatre Evangelis i rep molta influència de Johannes Bugenhagen, el mestre a Wittenberg.[7] Va ser traduït a partir de la versió en alemany, però també hi ha parts influenciades pel suec i per la mateixa traducció d'Agrícola al finès.

## Commemoracions d'Agrícola
Mikael Agricola va ser seleccionat com a motiu principal per la moneda commemorativa de 10 euros de Finlàndia el 2007. Aquesta moneda de col·leccionista va ser dedicada a aquest personatge per mostrar com fou el pare de la llengua finesa i l'introductor de la reforma protestant a Finlàndia. L'anvers de la moneda mostra una interpretació de la figura humana que fa referència a Agrícola, mentre que el revers mostra una referència a l'escriptor.